# 救護業務軍総監
救護業務軍総監（きゅうごぎょうむぐんそうかん、ドイツ語：Inspekteur des Sanitätsdienstes、略称：InspSan）は、ドイツ連邦軍に於いて救護業務軍の最高位職。かつては看護・衛生行政総監（Inspekteur des Sanitäts und Gesundheitswesens）としてドイツ連邦軍全体における軍医・看護師など衛生兵科軍人の職域を統括する職であったが、2000年10月1日に準軍種形式の統合軍である救護業務軍が組織され、救護業務総監に改名し、新たに救護業務軍の最高位職となる。
その職務は、連邦国防省大臣に直属し、補佐のために救護業務軍の幕僚および人材・資器材の準備に責任を負う。救護業務軍の最高幹部として連邦国防大臣を補佐し連邦国防省救護業務軍指揮幕僚監部を通じて、救護指揮司令部（SanFüKdo）とそれに従属する部隊および機関、連邦軍衛生局（SanABw）とそれに従属する教育・研究および支援機関・部隊などを統括する。救護業務総監は連邦軍総監主催の軍事指導者会議（MFR）内の救護業務軍を代表する最高幹部として出席する。また、総監は軍事医学国際委員会のドイツ代表を務める。
総監は連邦軍の他軍種のために救護業務総監付専門域指導官（Fachdienstliche Anweisung des Inspekteurs des Sanitätsdienstes、略称：FA InspSan）を設置しこれを指導する。総監の委任を受けて専門域指導官の任務は、連邦軍の連邦軍歯科監督官（InspizZahnMedBw）、連邦軍薬剤監督官（InspizWehrpharmBw）および連邦軍獣医監督官（InspizVetBw）に対し、指導・助言することにある。
総監にあてられる階級は陸・空軍軍医中将もしくは海軍軍医中将。(1965年以前は陸・空軍軍医少将もしくは海軍軍医少将。)

## 歴代総監
| '看護・衛生行政総監' |                                                                    |               |               |  |
| 1                    | テオドール・ユーディクル陸軍軍医少将 de:Theodor Joedicke           | 1957年9月2日  | 1962年9月30日 |  |
| 2                    | ヴィルヘルム・アルブレヒト陸軍軍医中将 de:Wilhelm Albrecht         | 1962年10月1日 | 1967年3月31日 |  |
| 3                    | ヘルベルト・ホッケマイヤー陸軍軍医中将 de:Herbert Hockemeyer       | 1967年4月1日  | 1969年3月31日 |  |
| 4                    | エーベルハルト・デアー陸軍軍医中将 de:Eberhard Daerr               | 1969年4月1日  | 1972年9月30日 |  |
| 5                    | ハンス＝ゲオルク・シュティマン海軍軍医中将 de:Hans-Georg Stemann   | 1972年10月1日 | 1976年9月30日 |  |
| 6                    | エルンスト・レーベンティッシュ陸軍軍医中将 de:Ernst Rebentisch     | 1976年10月1日 | 1980年3月31日 |  |
| 7                    | フーベルトゥス・グルンホーファー空軍軍医中将 de:Hubertus Grunhofer | 1980年4月1日  | 1982年3月31日 |  |
| 8                    | ハンスヨアヒム・リンデ空軍軍医中将 de:Hansjoachim Linde            | 1982年4月1日  | 1986年9月30日 |  |
| 9                    | クラウス・フォス陸軍軍医中将 de:Claus Voss                         | 1986年10月1日 | 1989年9月30日 |  |
| 10                   | ギュンター・デッシュ陸軍軍医中将 de:Gunter Desch                   | 1989年10月1日 | 1997年9月30日 |  |
| '救護業務軍総監'     |                                                                    |               |               |  |
| 11                   | カール・ヴィルヘルム・デンマー陸軍軍医中将 de:Karl Wilhelm Demmer  | 1997年10月1日 | 2003年3月31日 |  |
| 12                   | カルステン・オッカー海軍軍医中将 de:Karsten Ocker                  | 2003年4月1日  | 2006年9月30日 |  |
| 13                   | クルト＝ベルンハルト・ナカー陸軍軍医中将 de:Kurt-Bernhard Nakath   | 2006年10月1日 | 2011年9月27日 |  |
| 14                   | インゴ・パチュケ陸軍軍医中将 de:Ingo Patschke                      | 2011年9月27日 |               |  |